# Saint-Léger-Bridereix
 Saint-Léger-Bridereix  là một xã thuộc tỉnh Creuse trong vùng Nouvelle-Aquitaine miền trung nước Pháp. Xã này nằm ở khu vực có độ cao trung bình 300 mét trên mực nước biển.